# Колотуха Яків Якович
Я́ків Я́кович Колоту́ха (18 березня 1920, містечко Оболонь Полтавської губернії, тепер село Семенівського району Полтавської області — 1994, місто Київ) — український радянський діяч, секретар Президії Верховної Ради УРСР. Депутат Верховної Ради УРСР 7—10-го скликань. Кандидат у члени ЦК КПУ в 1976—1986 р. Кандидат філософських наук (1984).

## Біографія
Народився в родині селянина-бідняка. Після закінчення школи навчався у Хорольському технікумі механізаторів сільського господарства на Полтавщині.
Член ВКП(б) з 1939 року.
У вересні 1939 — червні 1941 року — інструктор Станіславського обласного комітету ЛКСМУ, відповідальний працівник Станіславського обласного комітету КП(б)У. У 1941—1942 роках — відповідальний працівник Ворошиловградського обласного комітету КП(б)У.
У 1942—1944 роках — у розпорядженні Військової ради 21-ї армії Донського фронту, завідувач сектору Ворошиловградського обласного комітету КП(б)У, помічник завідувача сектора Управління кадрів ЦК ВКП(б).
У 1944—1945 роках — завідувач сектору відділу кадрів ЦК КП(б) України. У березні 1945 — квітні 1946 року — завідувач сектору Управління кадрів ЦК КП(б) України. У квітні 1946 — березні 1947 року — заступник завідувача відділу обліку кадрів Управління кадрів ЦК КП(б) України. У березні 1947 — 2 січня 1948 року — заступник завідувача особливого сектора ЦК КП(б) України.
У січні 1948—1970 роках — завідувач Секретаріату Ради Міністрів Української РСР, помічник голови Ради Міністрів Української РСР.
Освіта вища. Закінчив Київський державний університет імені Тараса Шевченка.
У 1970 році — інспектор ЦК Комуністичної партії України.
22 грудня 1970 — 30 листопада 1982 року — секретар Президії Верховної Ради Української РСР.
Потім — на пенсії. Займався науковою діяльністю. У 1984 році захистив кандидатську дисертацію з філософії на тему: «Советская социалистическая демократия — важнейший фактор осуществления политики КПСС в условиях развитого социализма».

## Нагороди
- два ордени «Знак Пошани» (22.02.1967,)
- медалі
- дві почесні грамоти Президії Верховної Ради Української РСР (17.03.1970, 17.03.1980)